# Plusenergiehaus
Bei einem Plusenergiehaus (auch als Effizienzhaus Plus oder Aktiv-Plus-Haus bezeichnet) wird auf der Liegenschaft des Gebäudes mehr Energie gewonnen, als von außen (zum Beispiel in Form von Elektrizität, Gas, Heizöl oder Holzbrennstoffen) für den Verbrauch im Gebäude bezogen wird; die jährliche Energiebilanz nimmt also einen positiven Wert an. Um dies zu erreichen, weisen Plusenergiehäuser in der Regel einen guten oder sehr guten Dämmstandard auf und erzeugen selbst Energie, zumeist mit thermischen Solaranlagen und / oder Photovoltaikanlagen. Die Beheizung mit Wärmepumpen erleichtert es deutlich – durch den damit verbundenen niedrigeren Endenergieverbrauch – auf eine positive Jahresbilanz zu kommen, so dass die Zahl an Plusenergiehäusern stetig zunimmt.
In vielen Definitionen wird auch ein emissionsfreier Betrieb des Gebäudes verlangt, also Gebäude mit Verbrennungsprozessen für die Beheizung kategorisch ausgeschlossen. Nicht berücksichtigt wird bei der Berechnung in der Regel die Energie für den Mobilitätsbedarf der Bewohner, unabhängig davon, ob dieser durch getankten Kraftstoff oder aufs Grundstück gelieferten Strom erfolgt. Nicht berücksichtigt wird in jedem Fall der Primärenergiebedarf, der für Herstellung, Transport, Lagerung, Verkauf und Entsorgung der Baustoffe zur Erstellung des Hauses benötigt wird, die sogenannte graue Energie. Es handelt sich bei Plusenergiehäusern allerdings nicht um autarke Gebäude, die sich zu jeder Zeit selbst versorgen könnten.
Energieversorgungskonzepte von Plusenergiehäusern ähneln Konzepten von Nullenergiehäusern, die jedoch weniger ambitionierte Energieziele anstreben. Sanierungen zu Plusenergiehäusern sind in Deutschland förderfähig entsprechend der Bundesförderung für effiziente Gebäude.

## Beispiele
Weltweit sind seit den frühen 1990er Jahren mehrere hundert Gebäudeprojekte verwirklicht worden, deren Zielvorgabe darin bestand, eine ausgeglichene oder sogar positive Energie- oder Emissionsjahresbilanz zu erreichen. Viele dieser Projekte sind im Forschungsprogramm Towards Net Zero Energy Solar Buildings erfasst worden.

### Plus-Energie-Neubauten in Deutschland
Das Bundesministerium für Verkehr, Bau und Stadtentwicklung (BMVBS) übernahm 2007 vor dem Hintergrund der energie- und klimapolitischen Ziele der Bundesregierung die Schirmherrschaft über den deutschen Beitrag beim Solar Decathlon Wettbewerb in Washington D. C. und unterstützte es im Rahmen der Forschungsinitiative „Zukunft Bau“. Das von der TU Darmstadt entwickelte Plus-Energie-Haus gewann den Wettbewerb im Jahr 2007,- ebenso das 2009 zum Wettbewerb gestellte Haus. Das BMVBS hat seinen „Plus-Energie-Haus des Bundes“ genannten Ausstellungspavillon mit den Technologien und der Architektur des 2007er Hauses der TU Darmstadt errichtet. Dieser ist ein transportabler, vollfunktionstüchtiger Leichtbau und erzeugt mehr Energie als er verbraucht. Technologien zum energieeffizienten Bauen (neueste Dämmmaterialien wie Vakuumdämmungen, hoch dämmende Fenster und Latentwärmespeicher) und zur effizienten Bereitstellung von Raumwärme, Warmwasser und Strom sind eingesetzt. Das Modellgebäude besteht überwiegend aus nachwachsenden, naturnahen und recyclebaren Materialien.

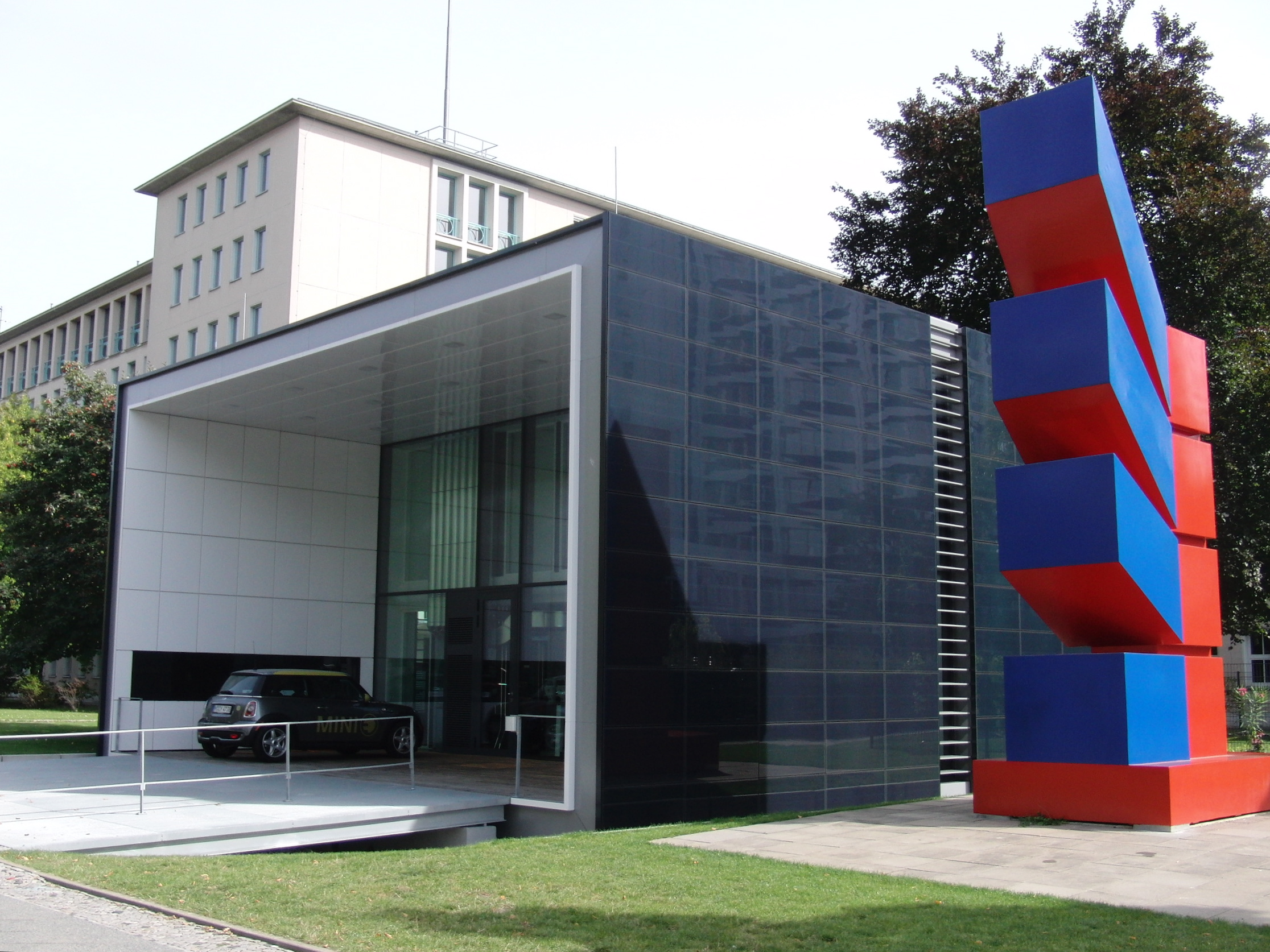
Das Effizienzhaus Plus, daneben eine Skulptur, welche die Solarzellen beschattet, von O.H.Hajek, Fasanenstr. 87, Berlin

Als Modellprojekt Effizienzhaus Plus mit Elektromobilität des Bundesministeriums für Umwelt, Naturschutz, Bau und Reaktorsicherheit (BMUB) wurde 2011 im Berliner Stadtteil Charlottenburg in der Fasanenstraße 87a auf dem Grundstück der Bundesanstalt für Immobilienaufgaben ein Gebäude für eine vierköpfige Familie mit zwei Elektrofahrzeugen in Zusammenarbeit mit dem Institut für Leichtbau, Entwerfen und Konstruieren (ILEK) der Universität Stuttgart errichtet. Im Rahmen der zum Projekt entstandenen Veröffentlichung definierte das BMVBS auch den entsprechenden Standard. Mit dem Berliner Effizienzhaus Plus wurden verschiedene Technologien im Bereich Energieeffizienz und Hausautomation erprobt. Das Gebäude zeichnet sich durch eine kompakte Architektur, hohen Glasanteil, Recycling-Fähigkeit, kurze Leitungswege, Photovoltaik-Elemente auf Dach und Südfassade, Batteriespeicher, Wärmerückgewinnung, Zellulose- und Hanfdämmung mit u-Wert von 0,11, Drei-Scheiben-Verglasung mit Argon mit u-Wert von 0,7, einen einsehbaren „Energiekern“ als Technikraum mit Luft-Wasser-Wärmepumpe, modularen Aufbau und ein Schaufenster als Parkplatz für die Elektrofahrzeuge mit bidirektionalem Laden aus. Ab März 2012 hat eine Familie etwa ein Jahr lang das Haus bewohnt. Die dabei gewonnenen praktische Erkenntnisse im Bereich der Plusenergiehäuser zeigen, „…dass trotz ungünstiger meteorologischer Randbedingungen die Erträge aus den fassadenintegrierten Photovoltaikanlagen höher ausfielen als die Gebäudetechnik und die Nutzer im Laufe der Messperiode für den Gebäudebetrieb benötigten. Mit der überschüssigen Energie konnten etwa 25 % des Energiebedarfs der Elektromobile abgedeckt werden. Die Energieverbräuche im Gebäude lagen im Messzeitraum etwa 75 % höher als vorherberechnet. Dies lag im Wesentlichen an Ineffizienzen im Bereich der Heizanlage aufgrund deutlich höherer Systemtemperaturen als geplant, an der nicht bedarfsgeregelten Außenluftmenge der Lüftungsanlage und an höheren Stromverbräuchen als angenommen im Haushaltsbereich. Die Ergebnisse des ersten Betriebsjahres zeigen, dass bei hocheffizienten Häusern eine Monitoring- und Einregulierungsphase zwingend eingeplant werden muss, um die planerisch ermittelten Kennwerte auch im praktischen Betrieb realisieren zu können.“
2015 wurde das Aktiv-Stadthaus in Frankfurt eingeweiht. Das Mehrfamilienhaus mit 74 Wohneinheiten auf acht Etagen war das damals größte Plus-Energie-Haus in Europa. Es wurde wie gut 40 andere Wohngebäude im Rahmen des Modellvorhabens "Effizienzhaus Plus" vom Bundes-Umweltministerium gefördert.

### Plus-Energie-Sanierungen in Deutschland
Seit März 2012 gibt es in Deutschland auch zum Plusenergiehaus sanierte Gebäude. Das "Haus Tichelmann" in Darmstadt war das erste und basiert auf einem Gebäude, das vor über vierzig Jahren gebaut worden war. Das von der TU Darmstadt forschungstechnisch begleitete Projekt sollte dabei als Vorbild für weitere Sanierungen dienen bzw. das Konzept auch auf Mehrgeschosser übertragen werden.
In der Folge entstand über das Fraunhofer-Institut für Bauphysik der sogenannte Effizienzhaus Plus Rechner, mit dem Planer und Bauherren ihr Objekt auf die Anforderungen der Effizienzhaus Plus überprüfen können.
Weitere Bestandsgebäude, die zu Plusenergiehäusern saniert wurden, sind der Aqua-Turm in Radolfzell das "Haus Pleuler" in Teningen (2017), das "Haus Schweikhardt" in Rheinstetten (2022) und das "Haus Welker" in Stuttgart-Möhringen (2024).

### Österreich

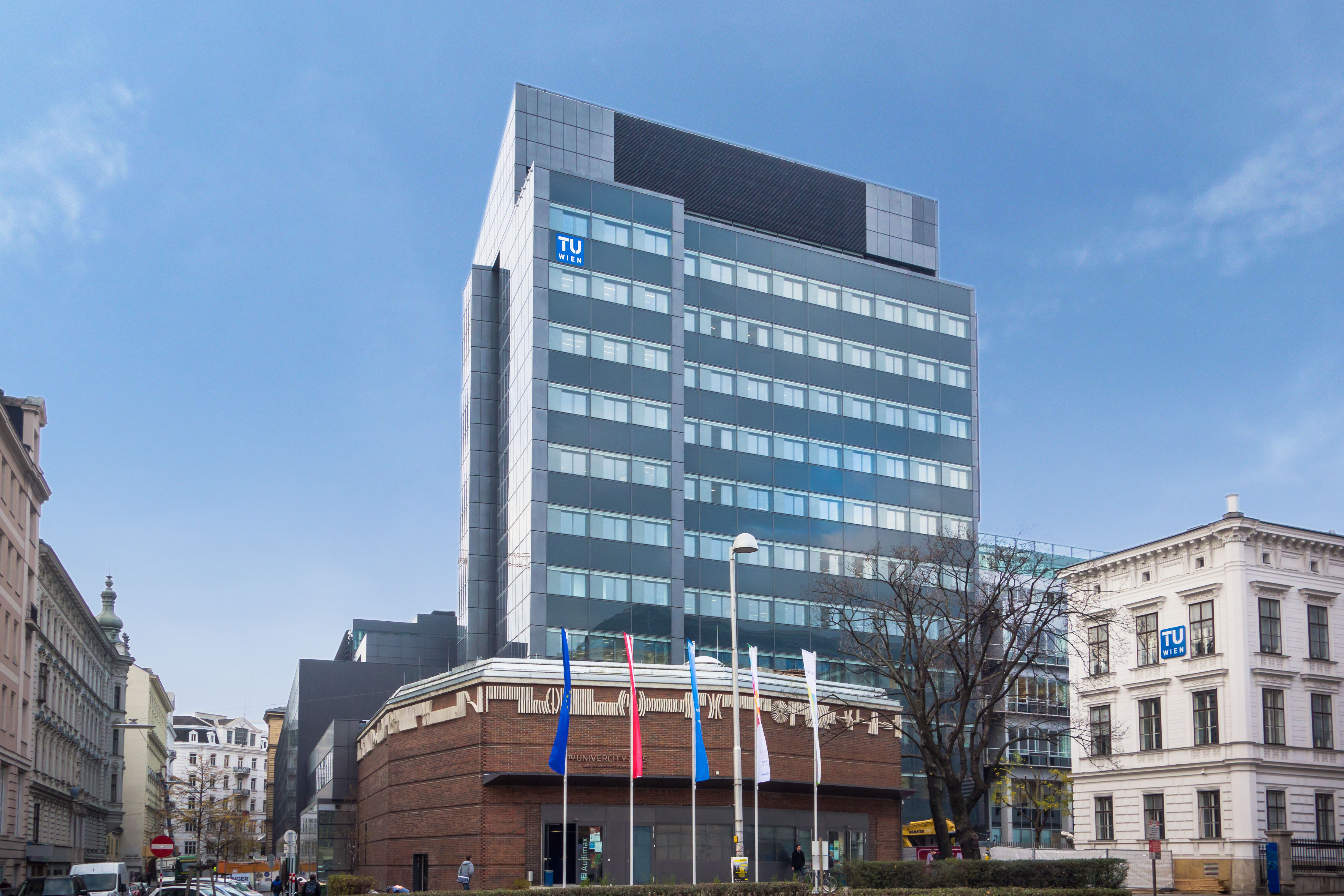
Plus-Energie-Bürohochhaus der TU Wien am Getreidemarkt in Wien

In Österreich wurden mit der Forschungsprogrammlinie "Haus der Zukunft" vom Bundesministerium für Klimaschutz, Umwelt, Energie, Mobilität, Innovation und Technologie schon frühzeitig Plus-Energie-Gebäude gefördert. In Wien war das erste Plus-Energiegebäude ein Dachgeschossausbau im 2. Wiener Gemeindebezirk. Der Dachgeschossausbau ist auch weltweit der erste Plus-Energie-Dachgeschossausbau. Das größte Plus-Energie-Bürogebäude Österreichs war 2015 ein saniertes Gebäude der TU Wien am Getreidemarkt 9. Die TU gewann darüber hinaus mit dem Plus-Energie-Einfamilienhaus LISI ("Living Inspired by Sustainable Innovation"), gebaut von Studierenden, den Solar Decathlon 2013. LISI war anschließend in der blauen Lagune in der Nähe von Wien zu besichtigen. Es war mit einer flexiblen Raumaufteilung und einer Wohnfläche von knapp 60 Quadratmetern für einen Zwei-Personen-Haushalt konzipiert. PV-Anlage, Wärmepumpe und Lüftung mit Wärmerückgewinnung führten zum Plus-Energie-Standard.

### Schweiz
Das Schweizer Minergie-A-Label entspricht dem Plusenergie-Standard. 2015 eröffnete die Migros in Zuzwil SG den ersten Plusenergie-Supermarkt der Schweiz. Im gleichen Jahr wurde der Schweizer Solarpreis 2015 an ein Plusenergiehaus im Entlebuch (Luzern) verliehen. Das erste Plusenergie-Schulhaus der Schweiz ist möglicherweise das Schulhaus Kastanienhof in St. Margarethen TG. 2024 erfolgte in Ittigen der Spatenstich zur ersten Plusenergiesiedlung im Kanton Bern.

### Frankreich
In Straßburg steht seit 2017 der Wohnturm Elithis Danube, der mehr Strom erzeugen soll, als dessen Bewohner verbrauchen können. Das 16-stöckige Gebäude ist mit 1.233 Quadratmetern Solarzellen ausgestattet.

### International
Das United Therapeutics Unisphere in Silver Spring, Maryland, ist eines der größten Plus-Energie-Häuser der Welt. Im SCGZero+ building in Shanghai arbeiten mehr als 400 Beschäftigte. Neben dem Überschuss an Energie verspricht das Gebäude auch nicht mehr Wasser zu verbrauchen als am Standort gefördert und nicht mehr Müll zu verbrauchen als am Standort entsorgt werden kann. Im Floating Office Rotterdam sind drei Bürogebäude untergebracht. DBS’ Newton Green gilt als 19. Gebäude in Singapur im Plus-Energie-Standard.